# Wahlenbergia marginata
Wahlenbergia marginata är en klockväxtart som först beskrevs av Carl Peter Thunberg, och fick sitt nu gällande namn av A.Dc. Wahlenbergia marginata ingår i släktet Wahlenbergia och familjen klockväxter. Inga underarter finns listade i Catalogue of Life.

## Bildgalleri

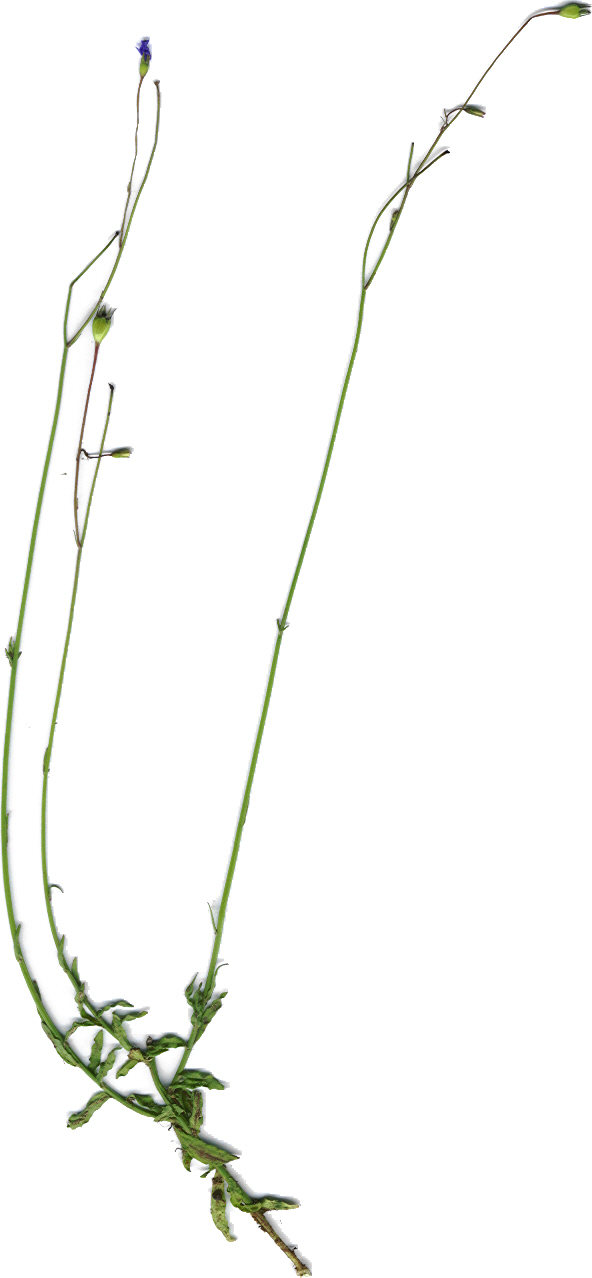